# Awraham Abbas
Awraham Abbas (hebr.: אברהם עבאס, ang.: Avraham Abaas, ur. 1912 w Damaszku, zm. 17 września 1958) – izraelski działacz społeczny, związkowiec, polityk i dziennikarz, w latach 1955–1958 poseł do Knesetu z listy ugrupowania Achdut ha-Awoda.

## Życiorys
Urodził się w 1912 roku w Damaszku, na terenie ówczesnego Imperium Osmańskiego. Był jednym z założycieli lokalnego oddziału żydowskiej syjonistycznej organizacji młodzieżowej He-Chaluc w Syrii. W 1929 wyemigrował do stanowiącej wówczas brytyjski mandat Palestyny. Zamieszkał w kibucu Kefar Giladi położonym w północnej części Górnej Galilei, niedaleko granicy z Syrią i Libanem. Zaczął działać w organizacji związkowej Histadrut oraz w Światowej Organizacji Syjonistycznej. W latach 1931–1934 był emisariuszem Histadrutu w Syrii i Libanie, gdzie pomagał organizować emigrację Żydów z tych krajów do Palestyny. Po powrocie pracował w branży budowlanej i kontynuował działalność związkową. Podczas II wojny światowej powrócił do Syrii i Libanu, tym razem jako emisariusz Mosadu, by organizować nielegalną emigrację tamtejszych Żydów do Palestyny.
Działał wśród Żydów pochodzących z Afryki i Azji. W polityce związał się z partią Achdut ha-Awoda. W okresie mandatowym zasiadał w Radzie Narodowej. Już w niepodległym Izraelu, w 1949 został wybrany do komitetu wykonawczego Histadrutu, gdzie odpowiedzialny był za relacje z robotnikami pochodzącymi z Bliskiego Wschodu i był liderem mizrachijskiego skrzydła organizacji. W 1951 był delegatem na Światowy Kongres Sefardyjski i został członkiem zarządu światowej organizacji Żydów sefardyjskich. Był jednym z założycieli i redaktorów sefardyjskiego czasopisma Szewet we’Am, do którego pisał regularnie artykuły dotyczące spraw społecznych i kulturalnych.
W wyborach parlamentarnych w 1955 po raz pierwszy i jedyny dostał się do izraelskiego parlamentu. W III Knesecie zasiadał w komisjach parlamentarnych – budownictwa, spraw wewnętrznych oraz absorpcji imigrantów. Pozostał jednocześnie na stanowisku szefa departamentu mizrachijskiego w Histadrucie. Był dzięki temu jedną z najlepiej zorientowanych osób w sprawach Żydów sefardyjskich i mizrachijskich w pierwszej dekadzie istnienia państwa Izrael, co wykorzystywał w raportach i analizach publikowanych w Szewet we’Am. Zmarł w wieku czterdziestu sześciu lat, 17 września 1958 podczas kadencji Knesetu, a mandat objął po nim Jerachmi’el Asa.